# Hamptjärnen (Nederkalix socken, Norrbotten, 732908-183239)
Hamptjärnen är en sjö i Kalix kommun i Norrbotten och ingår i Kalixälvens huvudavrinningsområde.